# 4images
4images ist eine Webgalerie zur Verwaltung und Präsentation von Bildern im Internet. 4images basiert auf der Skriptsprache PHP und der Datenbank MySQL.
4images kann komplett browserbasiert über einen kennwortgeschützten Administrationsbereich verwaltet werden. Unterstützt werden neben den gängigen Bildformaten wie JPG, GIF und PNG optional auch beliebige andere Dateiformate. Des Weiteren verfügt 4images über ein Templatesystem, über welches das Design der Gallery angepasst werden kann. Eine externe Sprachdatei erlaubt darüber hinaus eine einfache Übersetzung in andere Sprachen.

## Merkmale
4images bietet u. a. folgende Merkmale:
- Menügesteuerte Installationsroutine auf dem Webserver
- Passwortgeschützter Administrationsbereich
- Backup-Funktion für die Datenbank
- Verschachteltes Kategoriensystem
- Statistikfunktionen
- Standardmäßig integrierte Bild- und Dateiformate: JPEG, GIF, PNG, AIF, Au, AVI, MIDI, QuickTime, MP3, Flash, WAVE, RealPlayer, ZIP
- Erweiterung um jedes beliebige Dateiformat
- Auslesen und Anzeigen der IPTC- und Exif-Daten von Bildern
- Uploadfunktion per Webbrowser oder FTP
- Bewertungs- und Kommentarfunktion
- E-Cards
- RSS-Web-Feeds
- CAPTCHA Schutz von Formularen
- Schutz vor Hotlinking
- Schutz vor Cross-Site-Request-Forgery
- Benutzer- und Rechteverwaltung
- Mehrsprachigkeit